# Брук, Элли
Эллисон Брук Эрнандес (англ. Ally Brooke; род. 7 июля 1993 года, Сан-Антонио, штат Техас, США) ― американская певица, бывшая участница группы Fifth Harmony.

## Юность
Эллисон Брук Эрнандес родилась 7 июля 1993 года в Сан-Антонио, штат Техас, в семье Джерри Эрнандеса и Патрисии Кастильо. У нее есть старший брат Брэндон. Она имеет мексиканское происхождение, но не говорит по-испански, так как родители не обучали ее языку, чтобы избежать дискриминации в школе. Брук посещала христианскую начальную школу Краеугольного камня в Сан-Антонио. Закончила среднюю школу, обучаясь на дому.

## Карьера

### X Factor и Fifth Harmony

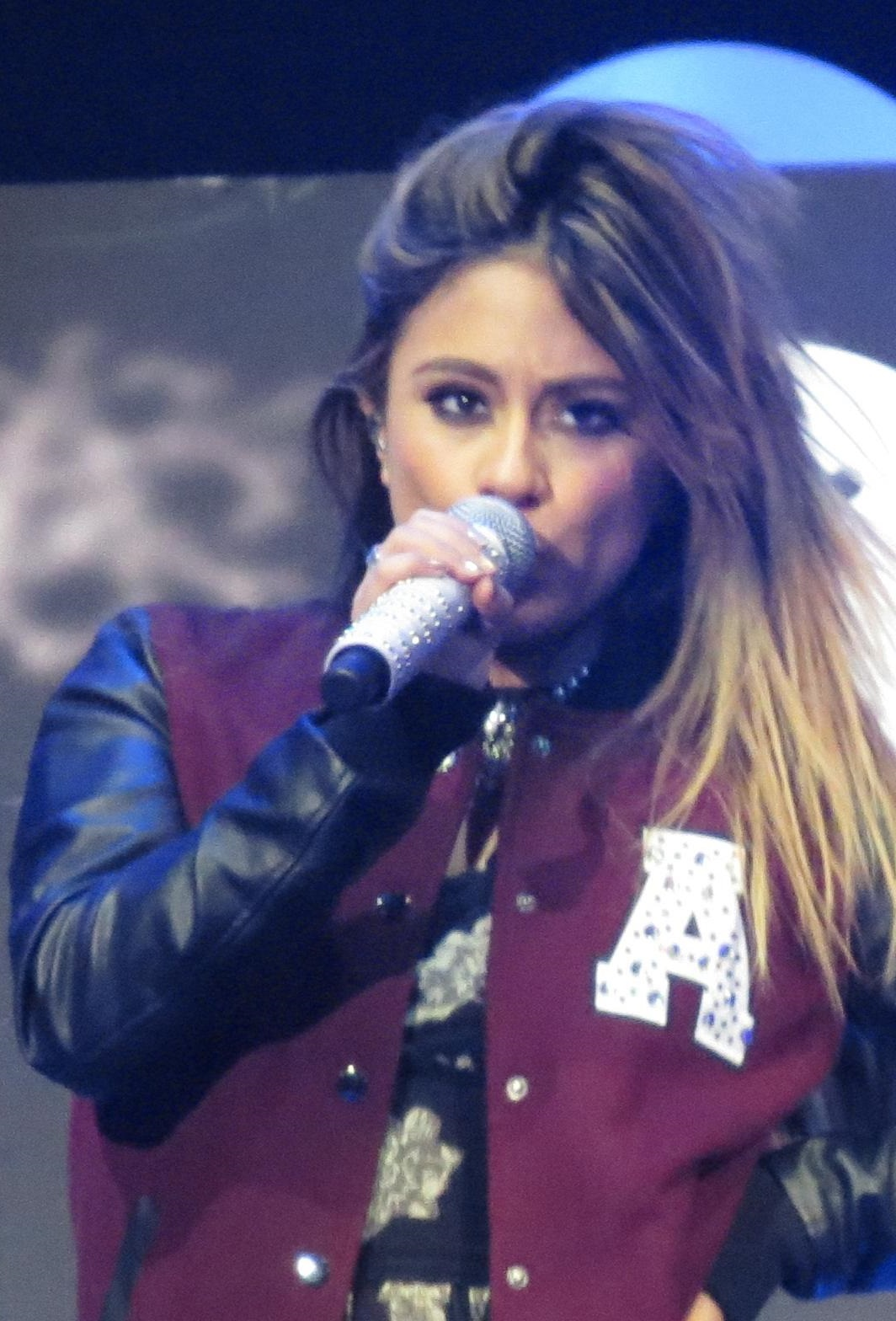
Брук в 2013 году

Брук прошла прослушивание на шоу The X Factor в Остине, штат Техас, исполнив песню «On My Knees» певицы Джеки Веласкес. Она была исключена во время раунда соревнований буткемпа, но была возвращена вместе с Диной Джейн, Нормани, Лорен Жауреги и Камилой Кабельо для формирования группы Fifth Harmony. Группа прошла на в этап живых выступлений и заняла 3-е место.
После финала шоу группа подписала контракт с лейблами Syco Music и Epic Records. В 2013 году группа выпустила первый мини-альбом, Better Together , а также альбомы Reflection в 2015 году и 7/27 в 2016 году. 25 августа 2017 года они выпустили свой одноименный третий студийный альбом Fifth Harmony. 19 марта 2018 года группа объявила о бессрочном перерыве, чтобы сосредоточиться на сольной карьере.

### 2018―настоящее время

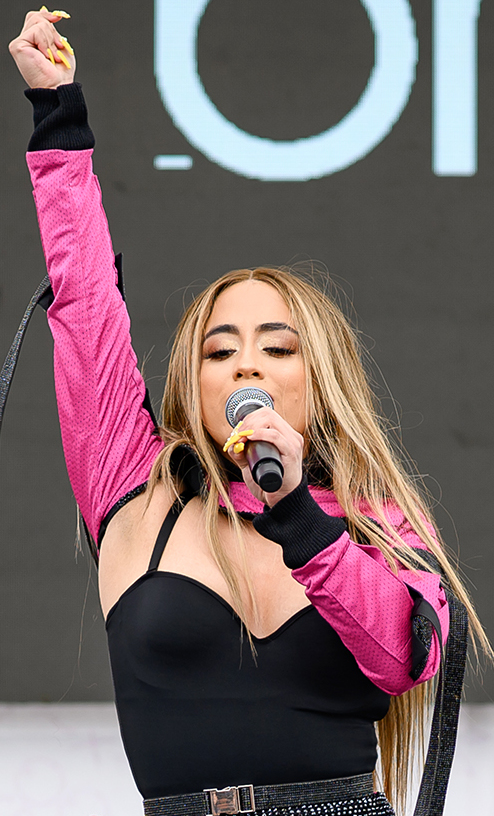
Брук в 2019 году

В начале 2018 года Брук присоединилась к другим членам Fifth Harmony в эпизоде шоу Lip Sync Battle, исполнив попурри из песен Селены и Дженнифер Лопес. В марте 2018 года она спела попурри из песен оскароносных фильмов, такие как «Beauty and the Beast» и «My Heart Will Go On» во время показа красной ковровой дорожки 90-й премии Оскар. 12 марта 2018 года Брук подписала контракт с Maverick Entertainment в качестве сольного исполнителя. Она появилась в эпизоде 2 сезона сериала «Популярна и влюблена» в качестве самой себя.
В апреле 2018 года она подтвердила, что работает над своим дебютным сольным студийным альбомом. В августе 2018 года было объявлено, что Брук подписала контракт на запись с Latium Entertainment и Atlantic Records. Компания также объявила, что певица выпустит свой дебютный сольный сингл позже осенью. Она дебютировала с новой песней на испанском языке под названием «Vámonos» на фестивале Fusion в Ливерпуле 2 сентября 2018 года. Песня была выпущена 23 ноября 2018 года. Она также исполнила песню до ее официального релиза на церемонии ALMA Awards 2018. 16 ноября 2018 года Брук выпустила кавер-версию песни «Last Christmas» группы Wham!.
Затем Элли сообщила о выпуске своих мемуаров Finding Your Harmony, которые должны были появиться на книжных полках в апреле 2019 года. 21 декабря 2018 года Брук выпустила песню под названием «The Truth Is In There», написанную Дианой Уоррен, в рамках кампании Weight Watchers International Wellness That Works.
Официальный дебютный сольный сингл Брук «Low Key» с ее предстоящего дебютного альбома был выпущен 31 января 2019 года. В июле 2019 года Брук заявила, что ее дебютный альбом выйдет весной 2020 года. В мае 2019 года она выпустила сингл «Lips Don’t Lie» с участием рэпера A Boogie wit da Hoodie.
В сентябре 2019 года она исполнила песню к сериалу «Касагранде». Она выпустила песню и клип на сингл «Higher» в сентябре 2019 года. С сентября по ноябрь 2019 года Брук участвовала в 28-м сезоне шоу «Танцы со звездами», заняв третье место. Она танцевала под свою собственную песню «Higher». В ноябре Брук выпустила сингл «No Good». 8 декабря 2019 года она открывала конкурс красоты Мисс Вселенная 2019, исполнив попурри из своих синглов. Она также отдала дань уважения певице Селене, исполнив ее песни «I Could Fall in Love» и «Dreaming of You».
В январе 2020 года Брук объявила о своем туре Time To Shine в социальных сетях с концертами в Северной Америке, который стартовал 6 марта 2020 года в Чикаго, штат Иллинойс. Однако из-за пандемии COVID-19 тур был отменен.
В мае 2020 года Брук открыла обложку своих будущих мемуаров Finding Your Harmony. Книга была выпущена 13 октября 2020 года. Мемуары охватывают различные аспекты ее жизни, включая детство и становление как сольного исполнителя. В августе 2020 года Брук заявила, что хочет выпустить альбом в будущем и что возможно он будет выпущен в 2021 году. Она снялась в предстоящем фильме «Большие надежды», сыграв роль Софии.

## Личная жизнь
Брук является христианкой. Она заявила, что останется девственницей до замужества.
В настоящее время она обучается испанскому языку с репетитором.
Любимыми исполнителями Элли Брук считает Селену, Кэрри Андервуд, Джастина Тимберлейка и Бруно Марса.